# Francesco Saverio Acito
Francesco Saverio Acito (Matera, 14 febbraio 1944) è un politico italiano.

## Biografia
Laureato in Ingegneria al Politecnico di Torino nel 1969, ha operato presso il Ministero dei Lavori Pubblici ed il Genio civile di Matera. È stato sindaco di Matera per otto anni dal 1986 al 1994; durante gli anni del suo incarico, è stato avviato il recupero dei rioni Sassi di Matera finanziato con la legge 771/86, e nel 1993 i Sassi sono stati dichiarati Patrimonio dell'umanità dall'Unesco.
Dal 1990 al 1994 è stato presidente regionale dell'ANCI Basilicata e componente del Direttivo nazionale. Dal 2007 al 2009 ha ricoperto l'incarico di Assessore comunale nella giunta guidata da Emilio Nicola Buccico.